# Abadía imperial
Una abadía imperial (en alemán: Reichsabteien, también Reichsklöster y Reichsstifte) fue un establecimiento religioso fundado en territorio del Sacro Imperio Romano Germánico que en algún periodo de su existencia tuvo el estatus de «inmediatez imperial» (Reichsunmittelbarkeit), es decir, que respondía directamente ante el Emperador del Sacro Imperio Romano Germánico, siendo por tanto pequeños territorios soberanos independientes de otros señoríos. Ese estatus suponía numerosas ventajas políticas y financieras, como la inmunidad de la autoridad religiosa frente al obispo local, y derechos para imponer varios impuestos y ejercer justicia. Hubo un total 95 abadías imperiales.
A la cabeza de una abadía imperial estaba generalmente un abad imperial (Reichsabt) o abadesa imperial (Reichsäbtissin). (A la cabeza de un Reichspropstei —un priorato o un presbiterio imperial— estaba generalmente un Reichspropst). Algunos de los más grandes establecimientos tuvieron el rango de principados eclesiásticos, siendo encabezados por un príncipe-abad o un príncipe-rector (Fürstabt, Fürstpropst), con estatus comparable al de un príncipe-obispo. La mayoría (y muchos de estos establecimientos religiosos tenían territorios muy pequeños), no obstante, eran prelados imperiales (Reichsprelaten) y como tales participaban en un único voto colectivo en el Reichstag como miembros del Banco de Prelados, que más tarde sería dividido (1575) en Colegio Suabo de Prelados Imperiales y Colegio Renano de Prelados Imperiales.
No dejaba de ser común que otros líderes de establecimientos religiosos que no eran abadías imperiales tuvieran títulos similares aunque sus establecimientos no tuviesen la «inmediatez imperial». Para tomar tres ejemplos, el príncipe-obispo de San Galo retuvo este título hasta que la abadía fue secularizada en 1798, incluso aunque hubiera dejado de ser una abadía imperial en 1648; el abad de Muri (que tenía fuertes conexiones con los Habsburgo) fue nombrado príncipe imperial en 1710 aunque en ese tiempo Muri estaba ya en Suiza; y el príncipe-abad de San Blas en Baden-Württemberg tenía este título no debido al estatus de la abadía, que no era reichsunmmittelbar, sino porque le fue concedido por la propiedad de la abadía del condado de Bonndorf.

## Listas de abadías imperiales
La palabra Stift, con el significado de una fundación colegiada o de varios canónigos colegiados, posiblemente pertenezca a la variedad de diferentes órdenes o a ninguna de ellas, y tampoco indica si tenían o no tenían reglas y votos, tanto para hombres (Herrenstift) como para mujeres (Frauenstift), ha sido dejada sin traducir, excepto cuando específicamente se refiere al capítulo de una iglesia.
Algunas de las abadías imperiales fueron disueltas durante la Reforma protestante, otras fueron incorporadas en otros territorios en el curso general de la vida política. Aquellas que estaban en Alsacia y Suiza abandonaron el Imperio en 1648, cuando Alsacia fue cedida a Francia y Suiza se independizó. La gran mayoría de estos establecimientos religiosos fueron secularizados durante el breve periodo que vio la Revolución francesa, las Guerras Napoleónicas y sus secuelas, especialmente como resultado de la Reichsdeputationshauptschluss de febrero de 1803. Las que sobrevivieron, perdieron sus títulos imperiales cuando el Sacro Imperio Romano Germánico fue disuelto en 1806.
En la tabla ordenable que sigue se han recogido abadías de las siguientes listas:
- Lista A: abadías imperiales listadas en el Matrikel. Los establecimientos religiosos nombrados aquí como lista A son aquellos recogidos por el Matrikel, las listas de aquellos que podían votar en el Reichstag, incluyendo aquellos cuyos votos eran colectivos y no individuales. Tres de esas listas han sobrevivido y son accesibles, las de 1521 y de alrededores de 1755 y de 1792. Esta lista incluye los principados, abadías imperiales (Reichsabteien y -klöster), colegios imperiales (Reichsstifte), rectorados o prioratos imperiales (Reichspropsteien) y la única cartuja imperial (Reichskartause).
- Lista B: Reichsmatrikel 1521. El Matrikel de 1521 incluía varios establecimientos religiosos que no han sido identificados. La inclusión en el Reichsmatrikel de 1521 no constituye por sí misma una evidencia concluyente de que un establecimiento religioso en particular era en realidad una abadía imperial, por lo que el estatus de las esas abadías nombradas en el Matrikel es cuestionable si no hay confirmación de otras fuentes.
- Lista C: abadías imperiales no nombradas en el Matrikel. Por varias razones varios establecimientos religiosos que poseían, o reclamaban, el estatus de immediatez Imperial no llegaron al Reichstag o no fueron listados en el Matrikel que ha sobrevivido. La siguiente lista está lejos de ser completa, y probablemente algunos de ellos nunca tuvieron reichsunmittelbar. También aparecen aquí otras abadías que temporalmente gozaron de la inmunidad, generalmente en periodos tempranos y que la perdieron por varias causas, en general al pasar a depender de otras entidades.

### Abreviaturas
- Columna de descripción y estatus Imperial:
  - RA para Reichsabtei (abadía imperial).
  - RF para "Reichsfürstentum" (principado imperial).
  - RP para "Reichspropstei" (rectorado imperial).
- Columna de Colegios:
  - CR para "Colegio renano"
  - CS para "Colegio suabo"
  - RF para "Reichsfürst", es decir, que la persona a la cabeza del establecimiento en cuestión tenía voto individual —eran ocho (contando a Stablo y Malmédy como una sola).

El sombreado tiene el siguiente significado:
La tabla se ha ordenado cronológicamente por la fecha de la «inmediatez imperial». Cuando no se conoce ese dato, se ordenan por fecha de fundación.
| ° |       |              |              | |                                            |                            |                                 |                                        |                                               |                                                          | |                           |         |
| - | ----- | ------------ | ------------ | --- | ------------------------------------------ | -------------------------- | ------------------------------- | -------------------------------------- | --------------------------------------------- | -------------------------------------------------------- | --- | ------------------------- | ------- |
|   |       | Localización | Localización | Fechas | Fechas                                     | Fechas                     |                                 |                                        |                                               |                                                          | |                           |         |
|   | Lista | Regla        | Escudo       | Establecimiento religioso                                                                                                 | Emplazamiento                              | País actual                | Fundación                       | Otorgada (RU, Reichsunmittelbarkeit)   | secularización o mediatización                | y paso a...                                              | Descripción | Estatus imperial          | Colegio |
|   | A     | Ben.         |              | Abadía de Stablo o Stavelot (también Stablingen)                                                                          |                                            | Bélgica                    | 651                             | 651?                                   | 1794 (sec.)                                   | Ourthe                                                   | Monasterio benedictino. | RF                        | RF      |
|   | A     | Ben.         |              | Abadía de Malmedy |                                            | Bélgica                    | 645                             | 651?                                   | 1794 (sec.)                                   | Ourthe                                                   | Monasterio benedictino, formando un único principado con Stavelot | RA                        | RF      |
|   | A     | Ben.         |              | Abadía de Marmoutier; también Maursmünster                                                                                | Gran Este                                  | Francia                    | 659 (?)                         | 659                                    | 1789                                          | Bas-Rhin                                                 | Monasterio benedictino | RA                        | CS      |
|   | A     | Ben.         |              | Abadía de Disentis | Grisones                                   | Suiza                      | ca. 720                         | 725                                    | 1648                                          | Tres Ligas                                               | Monasterio benedictino. Dejó de ser parte del Sacro Imperio en 1648; secularizada en 1798; reestablecjda en 1803. | RA                        | CS      |
|   | A     | Ben.         |              | Abadía de Echternach |                                            | Luxemburgo                 | 700                             | 751                                    | 1521 (med.)                                   | Forêts                                                   | Monasterio benedictino, mediatizado por Austria a veces después de 1521 (secularizada en 1794) | RA                        |         |
|   | A     | Ben.         |              | Abadía de Fulda | Hesse                                      | Alemania                   | 744                             | 765                                    | 1802 (sec.)                                   | Principado de Orange-Nassau-Fulda                        | Monasterio benedictino | RF                        | RF      |
|   | A     | Ben.         |              | Abadía de Hersfeld | Hesse                                      | Alemania                   | 736/742                         | 775                                    | 1606/1617 1648 (sec.)                         | Landgraviato de Hesse-Kassel                             | Monasterio benedictino. De facto mediatizada por Hesse-Kassel desde 1606. | RA                        | CR      |
|   | A     | Ben.         |              | Abadía de Frauenchiemsee (Frauenwörth)                                                                                    | Baviera                                    | Alemania                   | 782                             | 782                                    | 1803 (sec.)                                   | Electorado de Baviera                                    | Convento benedictino | RA                        | CS      |
|   | A     | Ben.         |              | Abadía de Mondsee |                                            | Austria                    | 748                             | 788                                    | 1791                                          | Casa de Habsburgo                                        | Monasterio benedictino. Inmediación imperial perdida en favor del Obispado de Regensburg 831-1142 | RA                        | CS      |
|   | A     | Ben.         |              | Abadía de Murbach (incluyendo Lüders)                                                                                     | Gran Este                                  | Francia                    | 727                             | 792                                    | 1789 (sec.)                                   | Haut-Rhin                                                | Monasterio benedictino | RF                        |         |
|   | C     | Ben.         |              | Abadía de Amorbach | Baviera                                    | Alemania                   | 734                             | ca. 800                                | 1803 (sec.)                                   | Príncipes de Leiningen                                   | Incluso antes del año 800, la abadía pasó a estar bajo la protección directa de Carlomagno y se convirtió en una abadía imperial. |                           |         |
|   | A     | Ben. Pre.    |              | Abadía de Lorsch | Hesse                                      | Alemania (Darmstadt).      | 764                             | 852                                    | 1232 (med) 1556 (sec.)                        | Arzobispado de Maguncia                                  | Monasterio benedictino hasta 1248; luego premonstratense hasta la disolución en 1556 | RA                        | CS      |
|   | A     | Ben.         |              | Abadía de Kornelimünster                                                                                                  | Renania del Norte-Westfalia (Aquisgrán)    | Alemania                   | 614                             | mitad s. IX                            | 1802 (sec.)                                   | Roer                                                     | Monasterio benedictino | RA                        | CR      |
|   | A     | Ben.         |              | Abadía de Essen | Renania del Norte-Westfalia                | Alemania                   | ca. 845                         | 874/947                                | 1803 (sec.)                                   | Reino de Prusia                                          | Frauenstift | RA                        | CR      |
|   | A     | Ben.         |              | Abadía de Pfäfers |                                            | Suiza                      | 731                             | 861                                    | 1648                                          | Condominio suizo                                         | Monasterio benedictino. Dejó de ser parte del Sacro Imperio en 1648 (1798 (sec.); restablecido 1803) | RA                        |         |
|   | A     | Ben.         |              | Abadía de Werden | Renania del Norte-Westfalia (Essen)        | Alemania                   | 799                             | 877                                    | 1803 (sec.)                                   | Reino de Prusia                                          | Monasterio benedictino | RA                        | CR      |
|   | C     | Ben.         |              | Abadía de Kaiserswerth | Renania del Norte-Westfalia (Kaiserswerth) | Alemania                   | 695/700                         | 877                                    | 1273 (med.)                                   | Arzobispado de Colonia                                   | Monasterio benedictino fundado por san Suitberto en 695/700. Destruido, fue refundado en 877 por Luis III y puesto bajo su protección. En 1273 fue cedido al arzobispado de Colonia. | ?                         | —       |
|   | A     |              |              | Abadía de Gandersheim | Baja Sajonia                               | Alemania                   | 852                             | 877 (de facto)                         | 1810                                          | Principado de Brunswick-Wolfenbüttel                     | Frauenstift . | RA                        | CR      |
|   | A     | Ben.         |              | Abadía de Gengenbach | Baden-Wurtemberg                           | Alemania                   | 727 /735                        | siglo IX                               | 1803                                          | Margraviato de Baden                                     | Monasterio benedicto | RA                        | CS      |
|   | A     | Ben.         |              | Abadía de Quedlinburg | Sajonia-Anhalt                             | Alemania                   | 936                             | 936                                    | 1803 (sec.)                                   | Reino de Prusia                                          | Frauenstift. luterana desde 1540 | RA                        | CR      |
|   | A     | Ben.         |              | Abadía de Gernrode | Sajonia-Anhalt                             | Alemania                   | 959                             | 961                                    | 1728 (med.)                                   | Principado de Anhalt-Dessau                              | Frauenstift . De facto sovereignty lost to Anhalt in 1570. | RA                        | CR      |
|   | A     | Ben.         |              | Abadía de Einsiedeln |                                            | Suiza                      | 934                             | 965                                    | 1798 (sec.)                                   | Cantón de Schwyz                                         | Monasterio benedictino. dejó de ser parte del S. Imperio en 1648. Secularizada en 1798, fue restablecida en 1803 | RA                        |         |
|   | A     | Ben.         |              | Abadía de Schuttern | Baden-Wurtemberg                           | Alemania                   | 603                             | 975                                    | 1803 (sec.)                                   | Ducado de Modena                                         | Monasterio benedictino. No debe confundirse con la abadía de Schottern, en Austria, secularizada en el siglo XV | RA                        | CS      |
|   | C     | Ben.         |              | Abadía de Tegernsee | Baviera                                    | Alemania                   | 746 o ca. 765                   | 978                                    | 1803 (sec.)                                   | Electorado de Baviera                                    | Fundada por los hermanos Otkar y Adalberto, de un antiguo clan noble bávaro. Muy afectada por las incursiones húngaras y los intentos de secularización de Arnulfo, duque de Baviera (r. 907-937), en el siglo X sufrió un declive que culminó con un incendio ca. 970. Restaurada y refundada en 978 bajo el emperador Oton II (r. 973-983) como abadía imperial con monjes de St. Maximin, Treveris, entró en un nuevo período de crecimiento. Desde 1817 es una posesión de la Casa de Wittelsbach. |                           |         |
|   | A     | Ben.         |              | Abadía de Selz (Baden, más tarde Alsacia)                                                                                 | Gran Este                                  | Francia                    | 991                             | 992                                    | 1481 (med.) 1803 (sec.)                       | Electorado Palatino                                      | Convento/monasterio benedictino. Mediatizado por Kurpfalz durante la Reforma. | RA                        |         |
|   | A     | Ben.         |              | Abadía de Helmarshausen                                                                                                   | Hesse                                      | Alemania (Bad Karlshafen). | 997                             | 997                                    | 1538 (sec.)                                   | Landgraviato de Hesse                                    | Monasterio benedictino | RA                        | CS      |
|   | A     | Ben.         |              | Abadía de Niedermünster                                                                                                   | Baviera (Ratisbona)                        | Alemania                   | av. 700 948-955 (2.ª fundación) | 1002                                   | 1803 (sec.)                                   | Electorado de Baviera                                    | Frauenstift | RA                        | CR      |
|   | A     | Ben.         |              | Abadía de Prüm | Renania-Palatinado                         | Alemania                   | 720                             | s. X-XI                                | 1794 (sec.)                                   | Arzobispado de Treveris                                  | Monasterio benedictino. Anexionado por Francia en 1794 | RF                        | RF      |
|   | C     |              |              | Abadía de Nienburg | Schleswig-Holstein                         | Alemania                   | 975                             | Reinado de Otón II                     | 1166 (med.) 1563 (sec.)                       |                                                          | Mediatizada 1166 por el Arzobispo de Magdeburgo; secularizada 1563 por el príncipe de Anhalt-Dessau | RA                        | CR      |
|   | A     | Ben.         |              | Abadía de Memleben | Sajonia-Anhalt                             | Alemania                   | 975                             | Reinados de Otón II uOtón III          | 1548 (med.)                                   | Abadía de Hersfeld                                       | Monasterio benedictino | RA                        | CR      |
|   | A     | Ben.         |              | Abadía de Ellwangen | Baden-Wurtemberg                           | Alemania                   | ca. 764                         | 1011                                   | 1802 (sec.)                                   | Ducado de Württemberg                                    | Monasterio benedictino; Fürstpropstei ("Principe-Rectorado") | RF                        | RF      |
|   | A     | Ben.         |              | Abadía de Göss | Leoben                                     | Austria                    | 1004                            | 1020                                   | 1782 (sec.)                                   | Monarquía Habsburgo                                      | Convento benedictino | RA                        | CS      |
|   | A     | Ben.         |              | Abadía de Obermünster | Baviera (Ratisbona)                        | Alemania                   | inic. s. IX                     | av. 1024                               | 1810 (sec.)                                   | Reino de Baviera                                         | Convento benedictino, más tarde Frauenstift | RA. RF desde 1315         | CR      |
|   | A     | Ben.         |              | Abadía de Schänis |                                            | Suiza                      | 850                             | ca. 1045                               | 1438 (med.) 1529/31 (sec. temporalmente) 1648 | Condominio suizo                                         | Frauenstift . Federico IV confirmó los derechos abaciales en 1442. Suspendido durante la Reforma protestante entre 1529 y 1531. Dejó de ser parte del S. Imperio en 1648 (finalmente secularizada en 1811) , pero la abadesa continuó portando el título de Princesa del Imperio hasta la secularización en favor del cantón de San Galo por la Acta de Mediación de 1803. | RA                        | CS      |
|   | A     | Ben.         |              | Abadía de Kempten | Baviera                                    | Alemania                   | 752                             | 1062                                   | 1803 (sec.)                                   | Electorado de Baviera                                    | Monasterio benedictino; Fürststift desde 1524 | RA/RF                     | RF      |
|   | A     | Ben.         |              | Abadía de Kaufungen | Hesse (Kassel)                             | Alemania                   | 1017                            | 1089                                   | 1527 (med.)                                   | Hessische Ritterschaft                                   | Convento benedictino. Entregada al Hessische Ritterschaft 1532; todavía existente como fundación privada. | RA                        |         |
|   | A     | Ben.         |              | St. Peter's Abbey in the Black Forest                                                                                     | Baden-Wurtemberg                           | Alemania                   | 1073                            | 1093                                   | 1806 (med.)                                   | Gran Ducado de Baden                                     | Monasterio benedictino. | RA                        |         |
|   | C     | Ben.         |              | Abadía de Munsterbilzen                                                                                                   |                                            | Bélgica                    | 670                             | 1096                                   | 1794                                          |                                                          | Fundada en 670 por santa Landrade, fue devastada por las invasiones normandas a finales del siglo IX y luego reconstruida. Santa Ida de Boulogne, madre de Godefroid de Bouillon y de Balduino, primer rey de Jerusalén, recibió allí su educación y favoreció generosamente a la abadía y en 1096 le donó propiedades y fincas. |                           |         |
|   | A     | Ben.         |              | Abadía de Remiremont | Gran Este                                  | Francia                    | 620                             | siglo XII (sec.)                       | 1790                                          |                                                          | Fundado por san Romarico según la regla de San Columbano. Refundado en el siglo XI como monasterio benedictino. Supresión del capítulo de Remiremont en 1790. |                           |         |
|   | A     | Ben.         |              | Abadía de Klingenmünster                                                                                                  | Renania-Palatinado                         | Alemania                   | 636?                            | 1115                                   | 1567 (sec.)                                   | Electorado del Palatinado                                | Abadía benedictina hasta 1490; luego Herrenstift | RA/RP                     | CR      |
|   | A     | Ben.         |              | Abadía de San Blas, en St. Blasien                                                                                        | Baden-Wurtemberg                           | Alemania                   | 950                             | 1125                                   | 1250 (med.) 1806 (sec.)                       | Gran Ducado de Baden                                     | Monasterio benedictino. Fue reconocida la protección por Enrique Ven 1125 y transferido en 1250 por Conrado IV a los Habsburgo. El príncipe-abad de San Blas, desde 1609, tenía el estatus principesco no por la abadía en sí, sino porque la abadía había adquirido el condado de Bonndorf, que llevaba consigo el estatus principesco. | Rf                        |         |
|   | A     | Cis.         |              | Abadía de Salem (Salmansweiler)                                                                                           | Baden-Wurtemberg                           | Alemania                   | 1136                            | 1138/1152                              | 1803 (sec.)                                   | Margraviato de Baden                                     | Monasterio cisterciense | RA                        | CS      |
|   | A     | Pre.         |              | Abadía de Ursberg | Baviera                                    | Alemania                   | 1126/1128                       | 1143                                   | 1803 (sec.)                                   | Electorado de Baviera                                    | Monasterio premonstrense. No confundir con la abadía de Urspring. | RA                        | CS      |
|   | A     | Agu.         |              | Abadía de Kreuzlingen |                                            | Suiza                      | ca. 1125                        | ca.1145                                | 1648                                          | Cantón de Thurgau                                        | Canónigos agustinos. Dejó de ser parte del S. Imperio en 1648 (disuelta en 1848 por el gobierno cantonal) | RA                        |         |
|   | A     | Ben.         |              | Abadía de Herford | Renania del Norte-Westfalia                | Alemania                   | 832                             | 1147                                   | 1802 (sec.)                                   | Condado de Ravensberg                                    | Frauenstift | RA                        | CR      |
|   | A     | Cis.         |              | Abadía de Waldsassen | Baviera                                    | Alemania                   | 1128/1132                       | 1147                                   | 1543 (med. por Kurpfalz) 1803 (sec)           | Electorado del Palatinado                                | Convento cisterciense. Secularizada al Ducado de Baviera en 1803; reabierta como convento cisterciense en 1863) | RA                        | CS      |
|   | A     | Cis.         |              | Abadía de Maulbronn · ( Patrimonio de la Humanidad (con el nombre de «Monasterio de Maulbronn», n.º ref. 546rev) (1993))  | Baden-Wurtemberg                           | Alemania                   | 1147                            | 1147                                   | 1504 (med.) 1534 (sec.) 1806 (sec.)           | Reino de Württemberg                                     | Monasterio cisterciense. Capturado por Württemberg en 1504, secularizada en 1534, alterna entre el cistercinse y el protestantismo hasta que se decanta por el segundo tras la Paz de Westfalia en 1648. | RA                        | CS      |
|   | A     | Cis.         |              | Abadía de Riddagshausen                                                                                                   | Baja Sajonia Brunswick                     | Alemania                   | 1145/46                         | 1147?                                  | 1569 (med.) 1809 (sec.)                       | Brunswick-Wolfenbüttel                                   | Monasterio cisterciense. Mediatizado en la Reforma a seminario luterano; secularizado en 1809 | RA                        |         |
|   | A     | Ben.         |              | Abadía de Corvey | Renania del Norte-Westfalia                | Alemania (Höxter).         | ca. 820                         | ca. 1150                               | 1803 (sec.)                                   | Principado de Orange-Nasáu-Fulda                         | Monasterio benedictino | RA; RF no después de 1582 | RF      |
|   | A     | Ben.         |              | Abadía de Odenheim (originalmente Wigoldsberg; más tarde también Odenheim y Bruchsal)                                     | Baviera                                    | Alemania                   | ca. 1108                        | 1161                                   | 1802/03 (sec.)                                | Margraviato de Baden                                     | Monasterio benedictino; Herrenstift desde 1496 | RA                        | CR      |
|   | A     | Ben.         |              | Abadía de Allerheiligen ('Todos los Santos'), en Schaffhausen                                                             | Schaffhausen                               | Suiza                      | 1049                            | 1190                                   | 1529 (med.) 1648                              | Cantón de Schaffhausen                                   | Monasterio benedictino. med. por la ciudad de Schaffhausen, fecha desconocida; dejó de ser parte del Sacro Imperio en 1648 | RA                        |         |
|   | A     | Agu.         |              | Rectorado de Berchtesgaden                                                                                                | Baviera                                    | Alemania                   | 1102                            | 1194                                   | 1803 (sec.)                                   | Electorado de Salzburgo                                  | Canónigos Agustinos. Fürstpropstei ("Rectorado Principesco") | RF desde 1380 o 1559      | RF      |
|   | A     | Cap.         |              | Capítulo de Nordhausen | Turingia                                   | Alemania                   | 950                             | ca. 1220                               | 1802 (sec.)                                   | Reino de Prusia                                          | Capítulo de la Catedral de Nordhausen | RA                        |         |
|   | A     | Ben.         |              | Abadía de San Galo | San Galo                                   | Suiza                      | 613                             | 1207                                   | 1527-32 (sec. temporalmente) 1648             | Cantón de Säntis Helvético                               | Monasterio benedictino; luego Fürstabtei. Dejó de ser parte del Sacro Imperio en 1648. Finalmente secularizada en 1798. | RA/RF                     | CS      |
|   | A     | Ben.         |              | Abadía de Fraumünster | Zürich                                     | Suiza                      | 853                             | 1218                                   | 1524 (sec.)                                   | Cantón de Zúrich                                         | Convento benedictino | RA                        | CS      |
|   | A     | Ben.         |              | Abadía de Burtscheid | Renania del Norte-Westfalia (Aquisgrán)    | Alemania                   | 997                             | 1220                                   | 1802 (sec.)                                   | Roer                                                     | Monasterio benedictino; desde 1220/21 convento cisterciense | RF                        | CR      |
|   | A     | Ben.         |              | Abadía de Petershausen | Baden-Wurtemberg (Konstanz)                | Alemania                   | 983                             | ca. 1220-1250                          | 1802 (sec.)                                   | Margraviato de Baden                                     | Monasterio benedictino, que adquirió la inmediatez en tiempos de Federico II Hohenstaufen | RA                        | CS      |
|   | A     | Ben.         |              | Abadía de Münster im St. Gregoriental                                                                                     | Gran Este                                  | Francia                    | 660                             | 1235                                   | 1789 (sec.)                                   | Alto Rin                                                 | Monasterio benedictino | RA                        | SC      |
|   | C     | Ben.         |              | Abadía de Engelberg |                                            | Suiza                      | 1120                            | 1236                                   | 1602                                          |                                                          | Fundada en 1120 por el conde beato Conrado de Seldenburen. Monasterio benedictino en Engelberg, cantón de Obwalden. Inicialmente bajo jurisdicción de la Santa Sede (hasta la formación de la Congregación Suiza en 1602, cuando Engelberg se unió a los demás monasterios de Suiza y quedó sujeta a un presidente y un capítulo general). |                           |         |
|   | A     | Cis.         |              | Abadía de Rottenmünster                                                                                                   | Baden-Wurtemberg (Rottweil)                | Alemania                   | 1224                            | 1237                                   | 1803 (sec.)                                   | Ducado de Württemberg                                    | Convento cisterciense. (reabierta 1898) | RA                        | CS      |
|   | A     | Cis.         |              | Abadía de Oberschönenfeld                                                                                                 | Baviera                                    | Alemania                   | ca. 1211/1248                   | 1248 ?                                 | 1803 (sec.)                                   | Electorado de Baviera                                    | Beguinas hasta ca. 1211, después convento cisterciense, formalizado desde 1248 | RA                        |         |
|   | A     | Pre.         |              | Abadía de Weissenau | Baden-Wurtemberg (Ravensburg)              | Alemania                   | 1145                            | ca. 1257                               | 1802 (sec.)                                   | Condado de Sternberg-Manderscheid                        | Monasterio premonstratense | RA                        | CS      |
|   | A     | Ben.         |              | Abadía de Weingarten | Baden-Wurtemberg                           | Alemania                   | 1056                            | 1274                                   | 1803 (sec.)                                   | Principado de Orange-Nassau-Fulda                        | Monasterio benedictino | RA                        | CS      |
|   | A     | Cis.         |              | Abadía de Herrenalb | Baden-Wurtemberg                           | Alemania                   | 1147                            | 1275                                   | 1497 (med.) 1536 (sec.)                       | Margraviato de Baden Ducado de Württemberg               | Monasterio cisterciense | RA                        | CS      |
|   | A     | Ben.         |              | Abadía de Thorn | Limburgo                                   | Países Bajos               | Siglo X                         | 1292                                   | 1794 (sec.)                                   | Meuse-Inférieure                                         | Frauenstift. RF desde 1793. | RA                        | CR      |
|   | A     | Ben.         |              | Abadía de San Emmeram | Baviera (Ratisbona)                        | Alemania                   | ca. 739                         | 1295                                   | 1803 (sec.)                                   | Principado de Regensburg                                 | Monasterio benedictino | RA                        | CR      |
|   | A     | Ben.         |              | Abadía de Ottobeuren | Baviera                                    | Alemania                   | 764                             | 1299 1710 (reot.)                      | 1802 (sec.)                                   | Electorado de Baviera ( Obispado de Augsburgo 1624-1710) | Monasterio benedictino. RU perdido cuando la abadía fue mediatizada por los obispos de Augsburgo (fecha desconocida), le fue reotorgado en 1710, pero el abad no recuperó su lugar en el Reichstag. | RA                        | CS      |
|   | A     | Cis.         |              | Abadía de Kaisheim (en ocasiones Abadía de Kaisersheim)                                                                   | Baviera                                    | Alemania                   | 1135                            | 1346 1656 (conf.)                      | 1802 (sec.)                                   | Electorado de Baviera                                    | Monasterio cisterciense. Este estatus no era reconocido por los Wittelbach, quienes eran su Vögte; acuerdo legal alcanzado con su sucesor en 1656. | RA                        | CS y CR |
|   | A     | Otros        |              | Abadía de Buchau | Baden-Wurtemberg                           | Alemania                   | ca. 700                         | 1347                                   | 1803 (sec.)                                   | Condado de Thurn und Taxis                               | Frauenstift. Era una comunidad de las Canonesa. | RA. RF                    | CR      |
|   | A     | Pre.         |              | Abadía de Rot an der Rot, también Mönchroth o Abadía de Münchenroth                                                       | Baden-Wurtemberg (Rot an der Rot)          | Alemania                   | 1126                            | 1376                                   | 1803 (sec.)                                   | Condado de Wartenberg                                    | Monasterio premonstratense | RA                        | CS      |
|   | A     | Cis.         |              | Abadía de Baindt | Baden-Wurtemberg                           | Alemania                   | 1240                            | 1376                                   | 1802 (sec.)                                   | Condado de Aspremont-Lynden                              | Convento cisterciense | RA                        | CS      |
|   | A     | Ben.         |              | Monasterio de Comburg | Baden-Wurtemberg (Schwäbisch Hall)         | Alemania                   | años 1070                       | av. s. XV                              | 1587 (med.) 1803 (sec.)                       | Ducado de Württemberg                                    | Monasterio benedictino, más tarde Herrenstift | RA                        | CS      |
|   | A     | Ben.         |              | Abadía de Stein am Rhein                                                                                                  |                                            | Suiza                      | ca. 1007                        | s. XV                                  | 1521/1526 (sec.)                              | Cantón de Zúrich                                         | Fundada en el siglo IX en el Hohentwiel; trasladada a Stein am Rhein ca. 1007. | RA                        |         |
|   | A     | Cis.         |              | Abadía de Königsbronn | Baden-Wurtemberg (Heidenheim)              | Alemania                   | 1303                            | probable s. XV                         | 1553                                          | Ducado de Württemberg                                    | Monasterio cisterciense. Fundada oir Alberto I de Habsburgo. Tomada y convertida en protestante por Württemberg en 1553 | RA                        |         |
|   | A     | Cis.         |              | Abadía de Gutenzell | Baden-Wurtemberg                           | Alemania                   | 1237                            | 1417                                   | 1803 (sec.)                                   | Condado de Toerring                                      | Convento cisterciense | RA                        | CS      |
|   | C     | Cis.         |              | Abadía de Schöntal | Baden-Wurtemberg                           | Alemania                   | 1157                            | 1418                                   | 1495 (med.) 1803 (sec.)                       |                                                          | Abadía cisterciense fundada en 1157, tuvo inmunidad concedia por el Concilio de Constanza en 1418 y la perdió en 1495. | RA                        | —       |
|   | A     | Cis.         |              | Abadía de Heggbach | Baden-Wurtemberg (Maselheim)               | Alemania                   | 1231                            | 1429                                   | 1803                                          | Condado de Bassenheim                                    | Convento cisterciense de 1248. | RA                        | CS      |
|   | A     | Pre.         |              | Abadía de Schussenried | Baden-Wurtemberg                           | Alemania                   | 1183                            | 1440                                   | 1803 (sec.)                                   | Condado de Sternberg-Manderscheid                        | Monasterio premonstratense | RA                        | CS      |
|   | A     |              |              | Abadía de Lindau | Baviera                                    | Alemania                   | 822                             | 1466                                   | 1802 (sec.)                                   | Principado de Bretzenstein                               | Frauenstift | RA                        | CS      |
|   | A     | Pre.         |              | Abadía de Roggenburg | Baviera                                    | Alemania                   | 1126                            | 1482/85                                | 1803 (sec.)                                   | Electorado de Baviera                                    | Monasterio premonstratense | RA                        | CS      |
|   | A     | Ben.         |              | Abadía de Ochsenhausen | Baden-Wurtemberg                           | Alemania                   | 1093                            | 1495                                   | 1803 (sec.)                                   | Condado de Metternich-Winnenburg                         | Monasterio benedictino | RA                        | CS      |
|   | A     | Ben.         |              | Abadía de Elchingen | Baviera                                    | Alemania                   | 1128                            | 1495                                   | 1802 (sec.)                                   | Electorado de Baviera                                    | Monasterio benedictino fundado en 1128 por el conde Albert de Rauenstein. El rey Maximiliano I le concedió en 1495 el estatus de abadía imperial libre (tenía un territorio de unos 112 km²). En 1685 se unió a la congregación benedictina de Suabia. | RA                        | CS      |
|   | A     | Ben.         |              | Abadía de Saalfeld | Turingia (Saalfeld/Saale)                  | Alemania                   | 1071                            | 1497                                   | 1526 (sec.)                                   | Electorado de Sajonia                                    | Monasterio benedictino hasta 1526, cuando fue primero fue cerrado y vendido y poco después destruido en la época de la Reforma Protestante. | RA                        |         |
|   | A     | Pre.         |              | Abadía de Marchtal (también Marchthal)                                                                                    | Baden-Wurtemberg                           | Alemania                   | av. 776 1171 (refund.)          | 1500                                   | 1803 (sec.)                                   | Condado de Thurn und Taxis                               | Monasterio premonstratense | RA                        | CS      |
|   | A     | Ben.         |              | Abadía de Michaelsberg (también Abadía de Siegburg)                                                                       | Renania del Norte-Westfalia (Siegburg)     | Alemania                   | 1064                            | 1512                                   | 1676 (med) 1803 (sec.)                        |                                                          | Monasterio benedictino | RA                        | CR      |
|   | A     | Cis.         |              | Abadía de Walkenried | Turingia                                   | Alemania                   | 1127                            | 1542                                   | 1648                                          | Brunswick-Wolfenbüttel                                   | Monasterio cisterciense | RA                        | CR      |
|   | A     | Car.         |              | Monasterio Cartujo de Buxheim                                                                                             | Baviera                                    | Alemania                   | ca. 1100                        | 1548                                   | 1802/03 (sec.)                                | Condado de Ostein                                        | Cartujos desde 1402 (el único Reichskartause) | RP                        | CS y CR |
|   | A     | Ben.         |              | Abadía de San Ulrico y Santa Afra                                                                                         | Baviera                                    | Alemania (Augsburgo)       | siglo V (?)                     | 1577 (1643/44)                         | 1802 (sec.)                                   | Ciudad Imperial de Augsburg Electorado de Baviera        | Monasterio benedictino desde 1006/1012, probable refundación de un monasterio anterior del siglo V o VI. La abadía fue hecha reichsunmittelbar en 1577 pero su estatus fue puesto en duda por el obispo de Augsburg en litigio hasta 1643/44 | RA                        | CR      |
|   | A     | Ben.         |              | Abadía de Irsee | Baviera                                    | Alemania                   | 1186                            | 1695                                   | 1802                                          |                                                          | Monasterio benedictino | RA                        | CS      |
|   | C     | Ben.         |              | Abadía de Wiblingen, en Ulm                                                                                               | Baden-Wurtemberg                           | Alemania                   | 1037                            | 1701                                   | 1806 (sec.)                                   |                                                          | Benedictino | RA                        |         |
|   | A     | Ben.         |              | Abadía de Zwiefalten | Baden-Wurtemberg                           | Alemania                   | 1089                            | 1750                                   | 1802 (sec.)                                   | Ducado de Württemberg                                    | Monasterio benedictino | RA                        | CS      |
|   | A     | Ben.         |              | Abadía de Neresheim | Baden-Wurtemberg                           | Alemania                   | 1095                            | 1764                                   | 1802 (sec.)                                   | Condado de Thurn und Taxis                               | Monasterio benedictino. Fundada en 1095 por el conde Hartmann I von Dillingen y su esposa Adelaida den Winterthur-Kyburg. El estatus de la abadía fue objeto de litigio con el Condado de Oettingen hasta 1764. | RA                        | CS      |
|   | A     | Cla.         |              | Abadía de Söflingen (en ocasiones Söfflingen)                                                                             | Baden-Wurtemberg                           | Alemania (Ulm).            | 1258                            | 1773                                   | 1773 (sec.)                                   | Electorado de Baviera                                    | Clarisas | RA                        | CS      |
|   | A     | Ben.         |              | Abadía de San Jorge | Baden-Wurtemberg (Isny im Allgäu)          | Alemania                   | 1096                            | 1781                                   | 1802 (sec.)                                   | Condado Principesco de Quadt-Wykradt                     | Monasterio benedictino | RA                        | CS      |
|   | A     | Ben.         |              | Abadía de San Maximino | Renania-Palatinado (Tréveris)              | Alemania                   | siglo IV                        | ?                                      | siglo XVI 1669 (med.)                         | Arzobispado de Treveris                                  | Monasterio benedictino. Mediatizada en el siglo XVI por Kurpfalz (Electorado del Palatinado), aunque su estatus no se finalizó hasta 1669, cuando se cedió su Reichsunmittelbarkeit definitivamente al Elector de Tréveris. | RA                        | CR      |
|   | A     | Ben.         |              | Abadía de Weissenbourg | Gran Este                                  | Francia                    | siglo VII                       | ?                                      | 1648                                          | Ciudad Imperial of Weissenburg                           | Reichspropstei. Elevada a ciudad imperialen 1306, se unió a la Decápolis en 1354. Dejó de ser parte del Sacro Imperio en 1648; anexionada por Francia en 1697. Secularizada en 1798. | RP / RF                   | RF      |
|   | C     | Ben.         |              | Abadía de Nivelles |                                            | Bélgica                    | ca. 640                         | ?                                      | 1794                                          |                                                          | Fundada en 640 por la viuda de Pipino de Landen, Itta de Metz, con su hija, Gertrude de Nivelles, y con el apoyo del obispo Saint-Amand. |                           |         |
|   | A     | Ben.         |              | Abadía de Reichenau · ( Patrimonio de la Humanidad (con el nombre de «Isla monástica de Reichenau», n.º ref. 974) (2000)) | Baden-Wurtemberg                           | Alemania                   | 724                             | ?                                      | 1540 o 1548                                   | Obispado de Constanza                                    | Monasterio benedictino Reichsunmittelbarkeit cedido al obispado de Konstanz 1540 o 1548 | RA                        | CS      |
|   | A     | Ben.         |              | Abadía de San Ludger de Helmstedt                                                                                         | Baja Sajonia (Helmstedt)                   | Alemania                   | ca. 800                         | ?                                      | 1802 (sec.)                                   | Brunswick-Wolfenbüttel                                   | Monasterio benedictino | RA                        | CR      |
|   | A     | Cap.         |              | Capítulo de la catedral St. Bartholomäus                                                                                  | Hesse (Fráncfort del Meno)                 | Alemania                   | 852                             | ?                                      | 1803 (sec.)                                   | Ciudad imperial de Frankfurt                             | Capítulo de la Kaiserdom en Fráncfort del Meno | RP                        | CR      |
|   | A     | Ben.         |              | Abadía de Muri |                                            | Suiza                      | 1027                            | ninguno                                | 1648                                          | Cantón de Baden Helvético                                | Monasterio benedictino. Dejó de ser parte del Sacro Imperio en 1648 (secularizada en 1798; restablecida 1803) La abadía nunca fue inmediata, pero el abad fue establecido como Reichsfürst en 1701 | RA                        |         |
|   | A     | Ben.         |              | Abadía de San Pedro en la Selva Negra                                                                                     | Baden-Wurtemberg                           | Alemania                   | av. 1073                        | ?                                      | ¿s. XV? (med. por Austria) 1806 (sec.)        |                                                          | Monasterio benedictino | RA                        |         |
|   | A     | Ben.         |              | Abadía de Prüfening | Baviera (Ratisbona)                        | Alemania                   | 1109                            | ?                                      | 1803 (sec.)                                   | Electorado de Baviera                                    | Monasterio benedictino | RA                        | CS      |
|   | A     | Agu.         |              | Abadía de Wettenhausen | Baviera                                    | Alemania                   | 1130                            | ?                                      | 1802 (sec.)                                   | Electorado de Baviera                                    | Canónigos Agustinos. Fundado en el emplazamiento de un monasterio anterior de 982. | RA                        | CS      |
|   | A     | Ben.         |              | Abadía de San Gil (Schottenkloster Sankt Ägidien)                                                                         | Baviera                                    | Alemania (Núremberg).      | ca. 1140                        | 1140                                   | 1525 (med.)                                   | Ciudad Imperial de Nuremberg                             | Monasterio benedictino desde 1418 "Schottenkloster"; Reichsunmittelbarkeit no documentado | RA                        |         |
|   | B     | Ben.         |              | Abadía de San Juan en Thurtal (Sant Johans im Turital)                                                                    | Alt St. Johann, más tarde Nesslau          | Suiza                      | av. 1152                        | ?                                      | 1805 (sec.)                                   |                                                          | Monasterio benedictino. Estatus imperial desconocido. Subordinada a la Abadía de San Galo 1555. Dejó de ser parte del S. Imperio en 1648 (disuelta en 1805). |                           |         |
|   | A     | Cis.         |              | Abadía de Fürstenfeld | Baviera (Fürstenfeldbruck)                 | Alemania                   | 1263-1265                       | probable reinado de Luis IV de Baviera | 1803 (sec.)                                   |                                                          | Monasterio cisterciense | RA                        | CS      |
|   | A     |              |              | Abadía de Recklinghausen (también Rechenhausen)                                                                           | Renania del Norte-Westfalia                | Alemania                   | ?                               | ?                                      | ? (med.)                                      | Abadía de Essen                                          | | RA                        |         |
|   | B     |              |              | Abadía de Brunnen | Landstrass, Carintia                       | Austria                    | ?                               | ?                                      | ?                                             |                                                          | |                           |         |
|   | B     |              |              | Abadía de Hynoltshusen | ?                                          | ?                          | ?                               | ?                                      | ?                                             |                                                          | |                           |         |
|   | B     |              |              | Abadía de Kitzingen | ?                                          | ?                          | ?                               | ?                                      | ?                                             |                                                          | |                           |         |
|   | B     |              |              | Abadía de Rockenhausen | ?                                          | ?                          | ?                               | ?                                      | ?                                             |                                                          | Mencionada en el Matrikel de 1521, no hay más menciones de la abadía y se desconoce dónde estaba ubicada. | RA                        |         |
|   | C     |              |              | Abadía de Blankenburg | ?                                          | ?                          | ?                               | ?                                      | ?                                             |                                                          | |                           |         |
|   | C     |              |              | Abadía de Beckenried | ?                                          | Suiza                      | ?                               | ?                                      | 1648                                          |                                                          | Dejó de ser parte del Sacro Imperio en 1648 | RA                        |         |